# P.J.スパークス
P.J.スパークス（P.J.Sparxx、本名 Laura Brown、1969年2月11日 - ）は、アメリカ合衆国のポルノ女優。

## 来歴
スパークスは1990年のデビューから1999年にひっそりと引退するまで、ほぼ1990年代全てにわたるキャリアにおいて、200本以上のポルノ映画に出演した。彼女は異性とのシーンも演じたが、レズビアン・シーンの強烈さによって特に注目された。ジーナ・ファイン、トリシア・デヴェローと共演した『Cellar Dwellers 2』(1997年) のレズシーンは、1998年度AVN Best All-Girl Sex Sceneを獲得した。また2002年にはAVN殿堂のメンバーとなっている。
スパークスは一時期ポルノ女優のジル・ケリー (Jill Kelly) と現実のガールフレンドだった。2人はダンスデュオ「Fire & Ice」として、しばらくストリップの巡業をした。彼女達は「炎と氷」と呼ばれた奇妙な踊りに関して、ウィックド・ピクチャーズ (Wicked Pictures) のために映画のプロデュースまでしている。また1990年には後にウィックド・ピクチャーズのオーナーとなるスティーブ・オレンスタインと交際していた。

## STDの懸念・引退
報道によれば、売れっ子になるに連れスパークスは性感染症（STD）の危険性を心配するようになり、更にエイズの脅威がのしかかった。
彼女は異性とのシーンを制限し、コンドーム使用を主張した。そして以前に増してレズビアン・シーンに関わるようになった。彼女の懸念が引退への引金になった可能性はあるが、引退の実際の理由は明らかになっていない。

## 受賞歴
- 2002年 AVN殿堂顕彰